# Паратиф
Паратифът е остра инфекциозна болест с клинична картина изключително близка до тази на коремния тиф. Причинител е бактерия от рода Салмонела.

## Видове
Различават се три подвида паратиф обозначавани с А, В и С. Разликите при подвидовете е в тежестта на протичане на болестта: при паратиф А е по-тежка и в инкубационния период, който при паратиф В и С е по-кратък. Заразяване с паратиф А е възможно само от друг болен или бактерионосител, докато при паратиф В и С и от животни (едър рогат добитък), и от замърсени предмети. Възприемчивостта и към трите подвида паратиф е висока и не се влияе от възраст или пол.

## Симптоми
При възрастни запекът е по-чест от диарията. Само 20% до 40% от хората първоначално ще имат коремна болка. Неспецифични симптоми като втрисане, обилно изпотяване, главоболие, анорексия, кашлица, слабост, болки в гърлото, замаяност и мускулни болки, често са налице и преди появата на висока температура. Някои много редки симптоми са психоза (психично разстройство), объркване и гърчове.